# Vườn quốc gia Wood Buffalo
Vườn quốc gia Wood Buffalo, nằm ở phía đông bắc tỉnh Alberta và phía nam Các Lãnh thổ Tây Bắc, là vườn quốc gia lớn nhất Canada với diện tích 44.807 km² (17.300 dặm vuông). Với diện tích rộng hơn Thụy Sĩ, đây cũng là vườn quốc gia lớn thứ hai trên thế giới và là khu vực bảo vệ lớn thứ mười ba thế giới. Vườn quốc gia này được thành lập năm 1922 (mở rộng thêm vào năm 1926) để bảo vệ đàn bò rừng bizon núi lớn nhất thế giới, ước tính khoảng hơn 5.000 con. Đây là vườn quốc gia bảo tồn bò rừng bizon lớn nhất Bắc Mỹ cũng như là một trong hai địa điểm làm tổ được biết đến của loài sếu Mỹ.
Vườn quốc gia bao phủ bởi nhiều dãy núi và đồng bằng sông Peace-Athabaska, vùng đồng bằng rộng lớn ở Bắc Trung tâm Canada. Cảnh quan tự nhiên tại cửa sông Peace và sông Athabasca cùng với những khu rừng lá kim, những đồng cỏ rộng lớn (đồng cỏ cói Bắc Mỹ còn tồn tại duy nhất ở nơi đây), kết hợp với núi đá, đồng bằng muối tạo ra cảnh quan thiên nhiên đầy màu sắc. Nó cũng được biết đến với những hố đá vôi sụt ở phía đông bắc của vườn quốc gia. Suối Alberta là dòng suối lớn nhất (về khối lượng, tốc độ dòng chảy ước tính 8 m³/giây) nằm trong hệ thống thoát nước sông Jackfish. Wood Buffalo nằm tiếp giáp phía bắc của mỏ hắc ín Athabasca.
Khu vực này được UNESCO công nhận là di sản thế giới vào năm 1983 với sự đa dạng sinh học của vùng đồng bằng sông Peace-Athabasca, một trong những vùng đồng bằng nước ngọt lớn nhất thế giới, cũng như là một khu vực bảo tồn loài bò rừng hoang dã lớn nhất thế giới.
Ngày 28 tháng 6 năm 2013, Hiệp hội Thiên văn Hoàng gia Canada đã công nhận Vườn quốc gia Wood Buffalo là Khu vực Bảo tồn Bầu trời đêm mới nhất của Canada và lớn nhất thế giới. Những công viên Canada xác nhận việc công nhận sẽ giúp bảo tồn nền sinh thái ban đêm cho quần thể lớn của các loài dơi, diều hâu đêm và cú trong vườn, cũng như tạo cơ hội cho du khách để trải nghiệm cực quang phía Bắc. Vườn quốc gia Wood Buffalo đã lên kế hoạch tổ chức một buổi công nhận mới với Lễ hội Bầu trời đêm từ ngày 23-25 tháng 8 năm 2013, bao gồm các hoạt động cắm trại, thuyết trình thiên văn học, trải nghiệm cung thiên văn và những cơ hội chiêm ngưỡng bầu trời đêm.

## Lịch sử

### Trước khi là vườn quốc gia
Khu vực này bắt đầu có sự xuất hiện của nền văn minh loài người từ cuối kỷ băng hà cuối cùng. Những người thổ dân đã biến đổi theo cách sống vùng cận Bắc cực, dựa vào săn bắn, câu cá và hái lượm. Tọa lạc ở điểm giao của ba con sông chính được sử dụng làm tuyến đường cho xuồng bè đi lại là sông Slave, Peace và Athabasca, vùng đất sau này trở thành công viên quốc gia đã trải qua hàng thiên niên kỷ.
Canada đã mua lại quyền sở hữu của Công ty vịnh Hudson đối với khu vực năm 1986. Nông nghiệp chẳng bao giò phát triển trong phần này ở miền Tây Canada, không sống như miền Nam, do đó săn bắn và bẫy vẫn là ngành công nghiệp chính ở khu vực này vào thế kỉ hai mươi cũng như đóng vai trò quan trọng đối với những người dân ở đây. Tuy nhiên sau Vụ khai thác vàng Klondike năm 1987, chính phủ Canada đã quan tâm đến việc dập tắt quyền sở hữu của thổ dân với vùng đất, do đó bất kì tài nguyên khoáng sản nào được tìm thấy trong tương lai đều có thể khai thác bất chấp sự phản đối từ những thổ dân đầu tiên. Việc này dẫn đến ký kết hiệp ước Treaty 8 vào ngày 21 tháng 6 năm 1899. Vùng đất sau đó thuộc về chính phủ liên bang với tên gọi "đất Vua".

### Trở thành vườn quốc gia
Thành lập năm 1922, vườn quốc gia được tạo ra trên đất Vua sau khi mua lại khu đất trong Treaty 8 giữa Canada và thổ dân địa phương. Vườn tự bao quanh một vài khu đất Ấn Độ dành riêng như Peace Point và ?Ejere K'elni Kue (còn gọi là Trại Hay).
Từ 1925 đến 1928, khoảng 600 con bò bizon đồng bằng được giới thiệu tới vườn, nơi chúng lai giống với loài bò rừng địa phương, cũng như giới thiệu bệnh lao bò và bệnh vi khuẩn bò vào trong bầy. Năm 1965, 23 con bò bizon được chuyển tới phía nam Vườn quốc gia Đảo Elk và 300 con còn lại ngày nay đều là những con bò rừng thuần chủng sót lại. Năm 1990, một kế hoạch được công bố để chọn lọc toàn bộ bầy và cung cấp thêm các con vật khỏe mạnh từ Vườn quốc gia Đảo Elk. Kế hoạch này sau đó bị hủy bỏ bởi phản ứng dư luận tiêu cực tới lời công bố.
Một hợp đồng thuê 21 năm được cấp phép cho Tập đoàn Sản phẩm rừng Canada để chặt một khu vực 50,000 Hecta của vườn quốc gia Wood Buffalo. Một vụ kiện được Hiệp hội vườn và vùng bỏ hoang Canada đưa ra nhằm chống lại Cục Công viên Quốc gia Canada vì vi phạm Luật vườn quốc gia. Trước khi phiên tòa bắt đầu năm 1992, Cục Công viên Quốc gia Canada đã đồng ý và công nhận rằng việc cho thuê là không hợp lệ và lạm dụng theo quy định của Luật.

## Khí hậu
Trong vườn, mùa hè vô cùng ngắn nhưng ngày thì rất dài. Nhiệt độ dao động từ 10 đến 30 °C trong suốt mùa năm nay. Trung bình, mùa hè được đặc trưng bởi những ngày ấm và khô mặc dù trong vài năm, nó đã có những ngày mát mẻ và ẩm ướt. Nhiệt độ cao trong tháng bảy là 22,5 °C (72,5 °F) trong khi nhiệt độ thấp là 9,5 °C (49,1 °F). Mùa thu thường có những ngày mát mẻ, lộng gió và khô trong đó đợt tuyết rơi đầu tiên thường diễn ra vào tháng 10. Mùa đông lạnh với nhiệt độ có thể giảm xuống tới dưới −40 °C (−40,0 °F) trong tháng 1 và tháng 2, những tháng lạnh nhất trong năm. Nhiệt độ cao nhất trong tháng 1 là−21,7 °C (−7,1 °F) trong khi thấp nhất là −31,8 °C (−25,2 °F). Trong mùa xuân, nhiệt độ ấm dần lên vì ngày trở nên dài hơn.

## Các loài động vật hoang dã
Vườn quốc gia Wood Buffalo có chứa một lượng lớn loài động vật hoang dã như Nai sừng tấm miền tây, Bò rừng bizon núi, Hù xám lớn, Gấu đen Bắc Mỹ, Diều hâu, Cú lông đốm, Sói thung lũng Mackenzie, Linh miêu Canada, Hải ly châu Mỹ, Cú trắng, Marmota, Đại bàng đầu trắng, Chồn thông châu Mỹ, Chồn sói, Cắt lớn, Sếu Mỹ, Gấu nâu, Lepus americanus, Sếu đồi cát và Bonasa umbellus và quần thể động vật cực Bắc lớn nhất thế giới Rắn sọc đỏ mặt, tạo nên các tụ điểm công cộng bên trong vườn.
Năm 2007, chiếc đập hải ly lớn nhất thế giới, dài khoảng 850 mét (2.790 ft) - được phát hiện trong vườn bằng hình ảnh vệ tinh; Con đập nằm ở tọa độ 58°16.3′B 112°15.1′T / 58,2717°B 112,2517°T, trải dài 200 kilômét (120 mi) từ Fort Chipewyan chỉ nhìn thấy được bằng hình ảnh vệ tinh và máy bay cánh cố định đến tháng 7 năm 2014.

## Phương tiện di chuyển
Đường vào quanh năm có sẵn đến Fort Smith bằng con đường trên Quốc lộ Mackenzie, nối liền Quốc lộ Fort Smith đến Sông Hay, Các Lãnh thổ Tây Bắc. Những chuyến bay thương mại cũng có sẵn đến Fort Smith và Fort Chipewyan từ Edmonton. Lối vào mùa đông cũng có sẵn khi sử dụng con đường mùa đông và băng từ Fort McMurray qua Fort Chipewyan.

## Hình ảnh

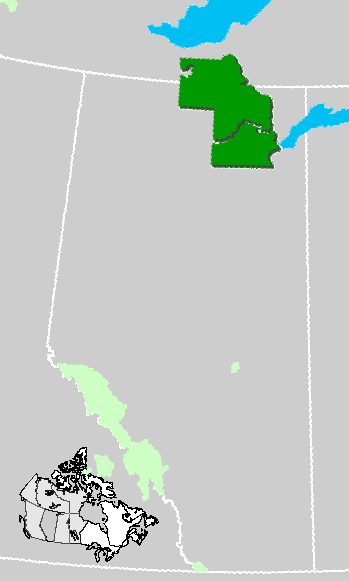
Vị trí và phạm vi
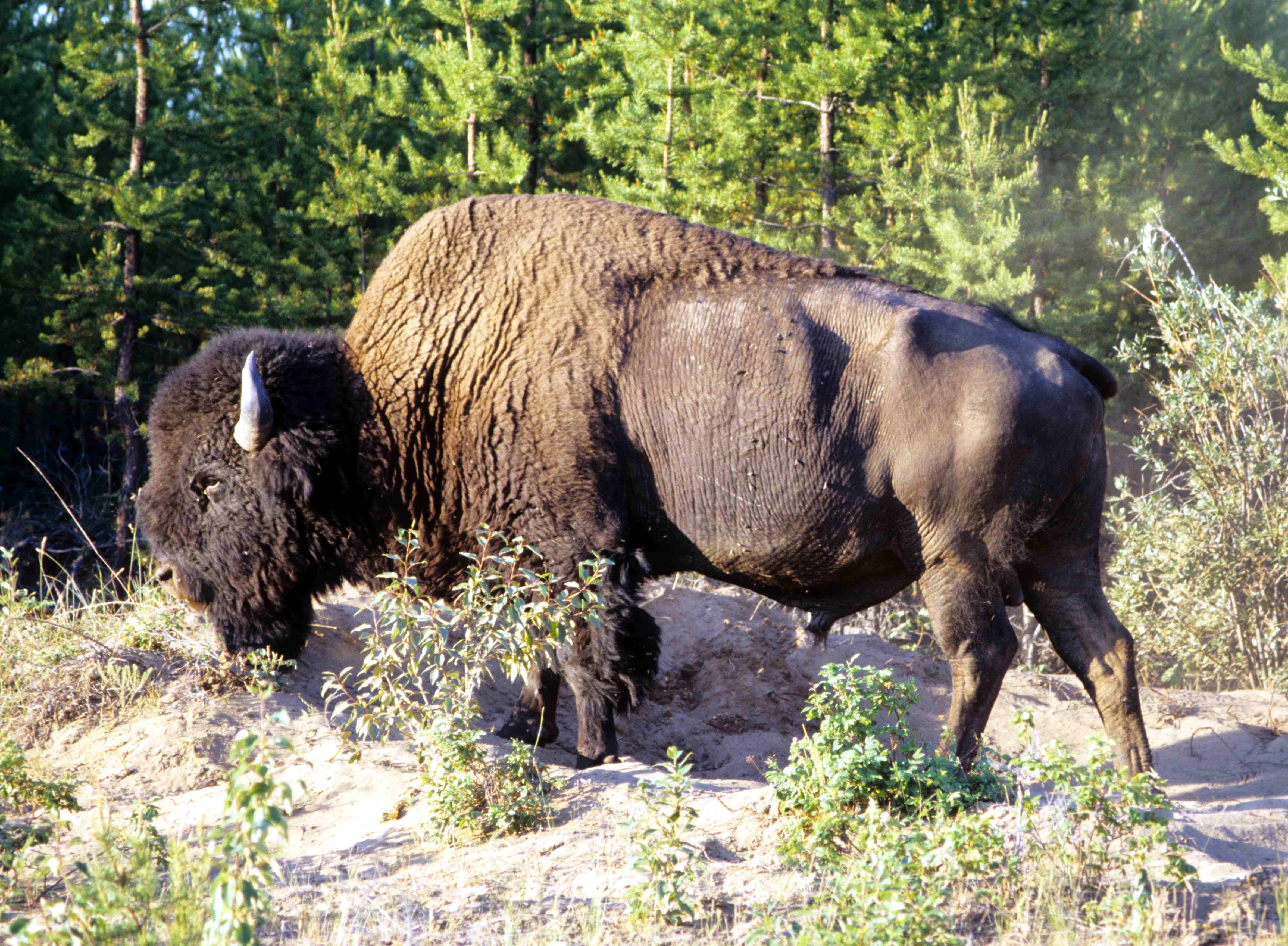
Bò rừng Bizon (Bison bison athabascae)
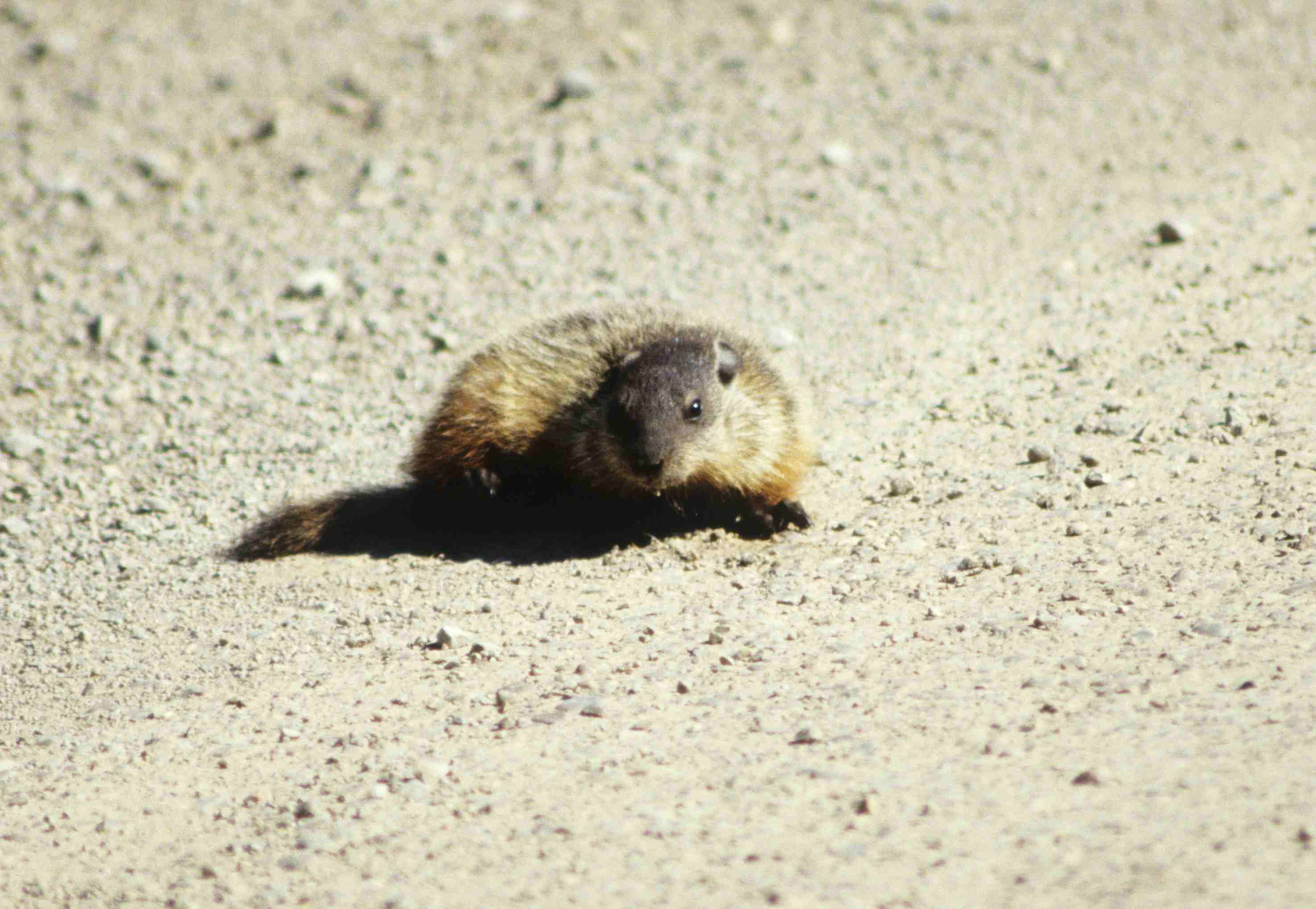
Marmot
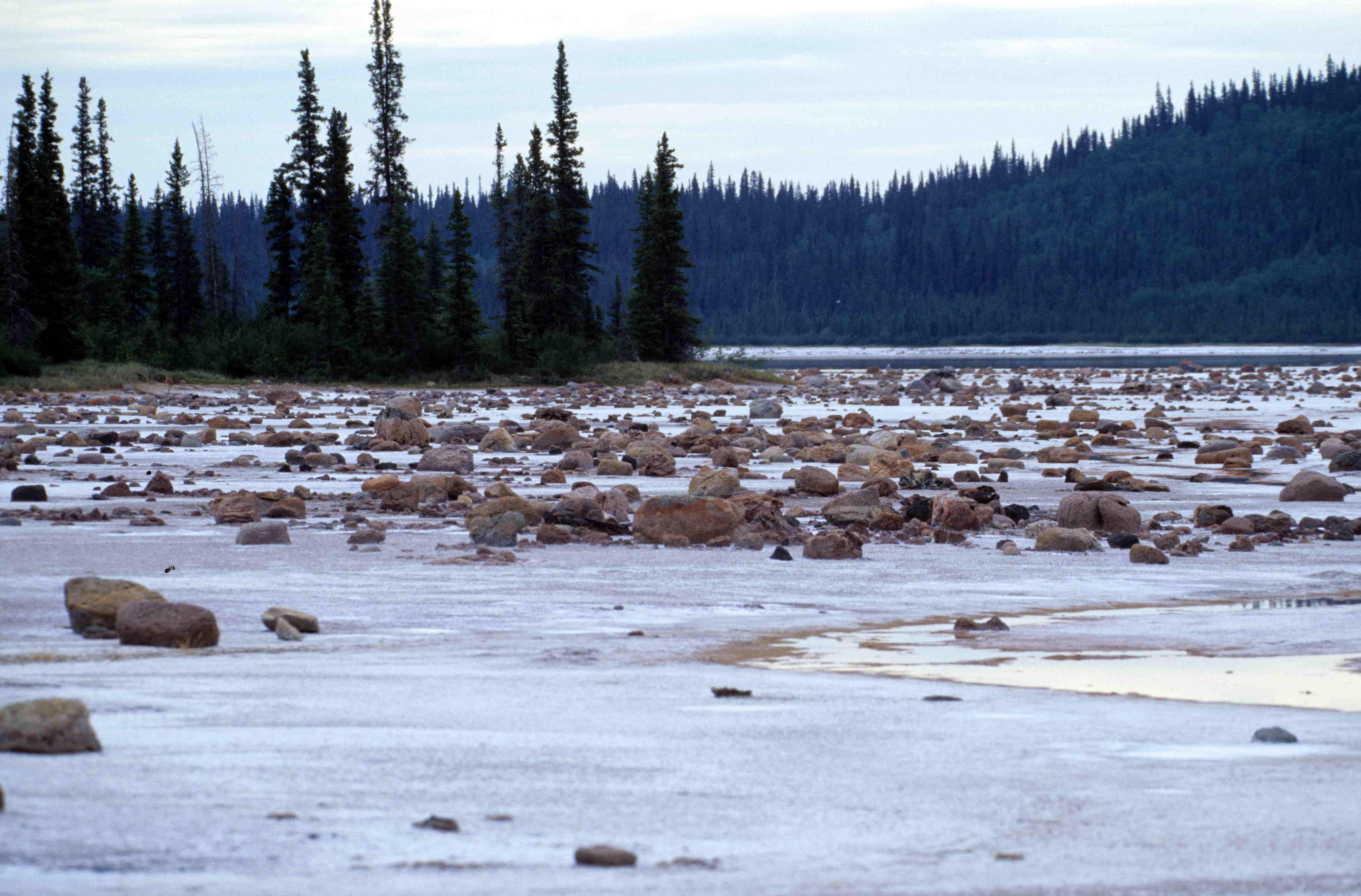
Hồ Grosbeak
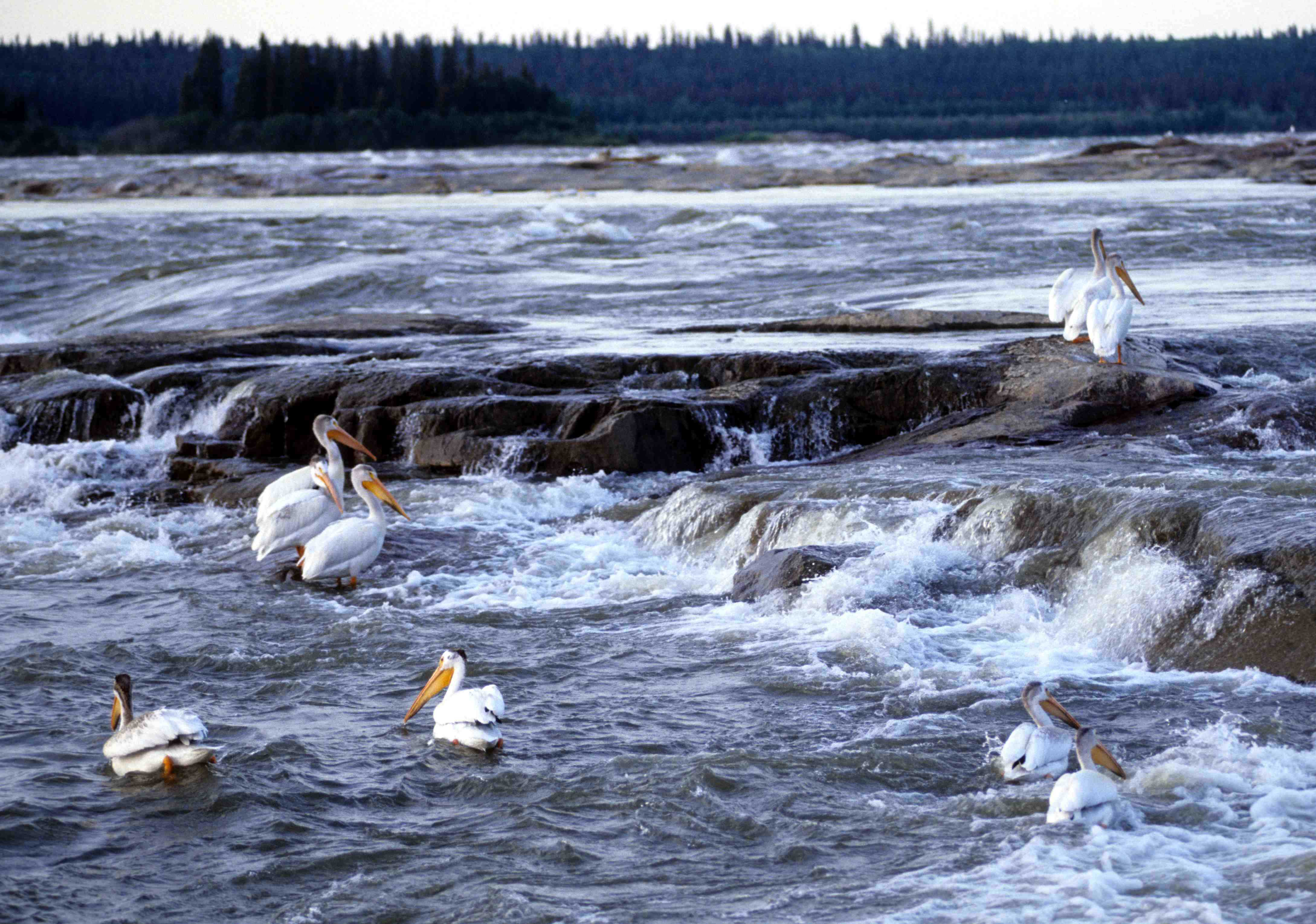
Bồ nông trắng Mỹ trên các dốc đá (Sông Slave)
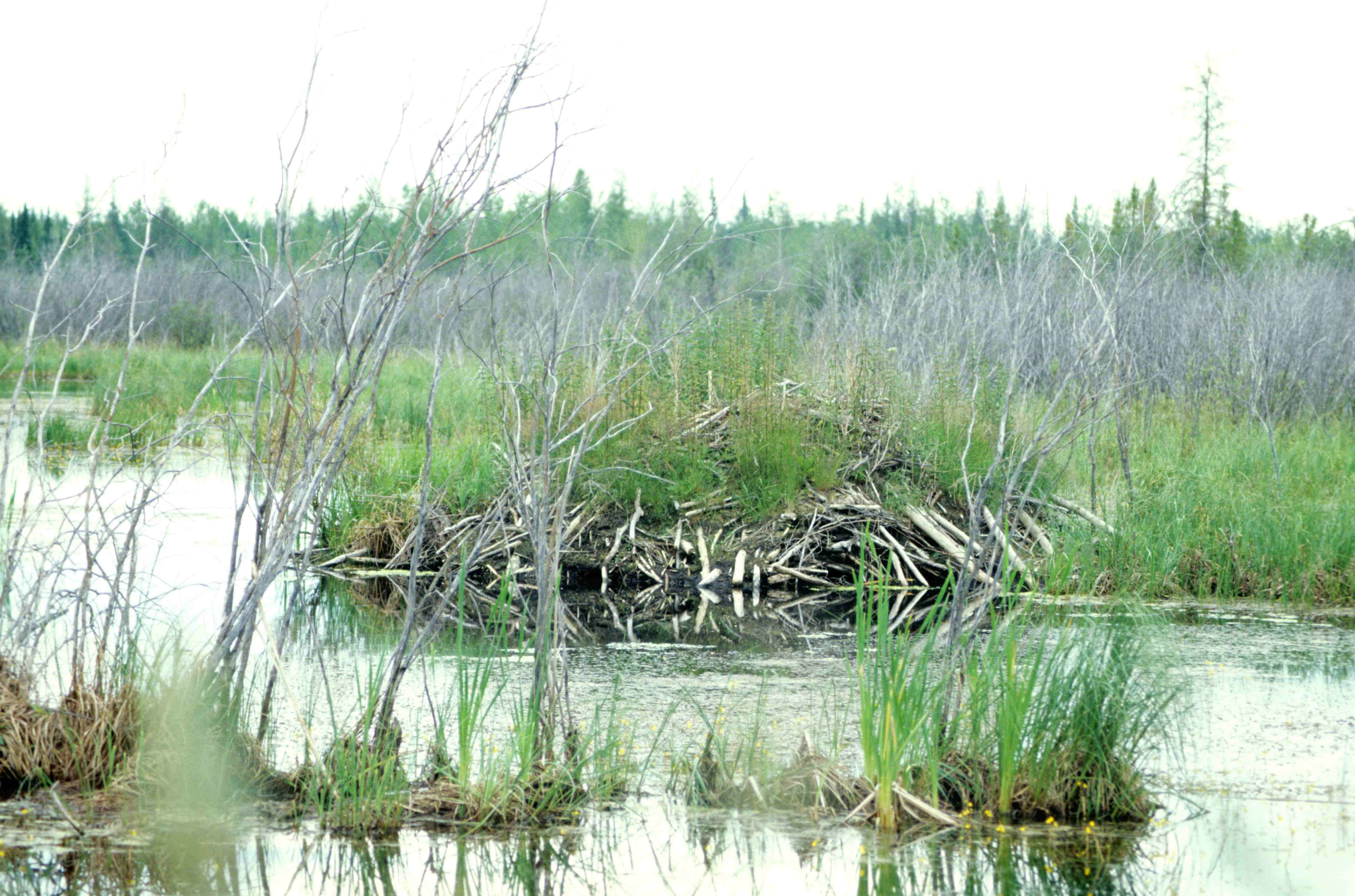
Vùng đồng cỏ tại Wood Buffalo
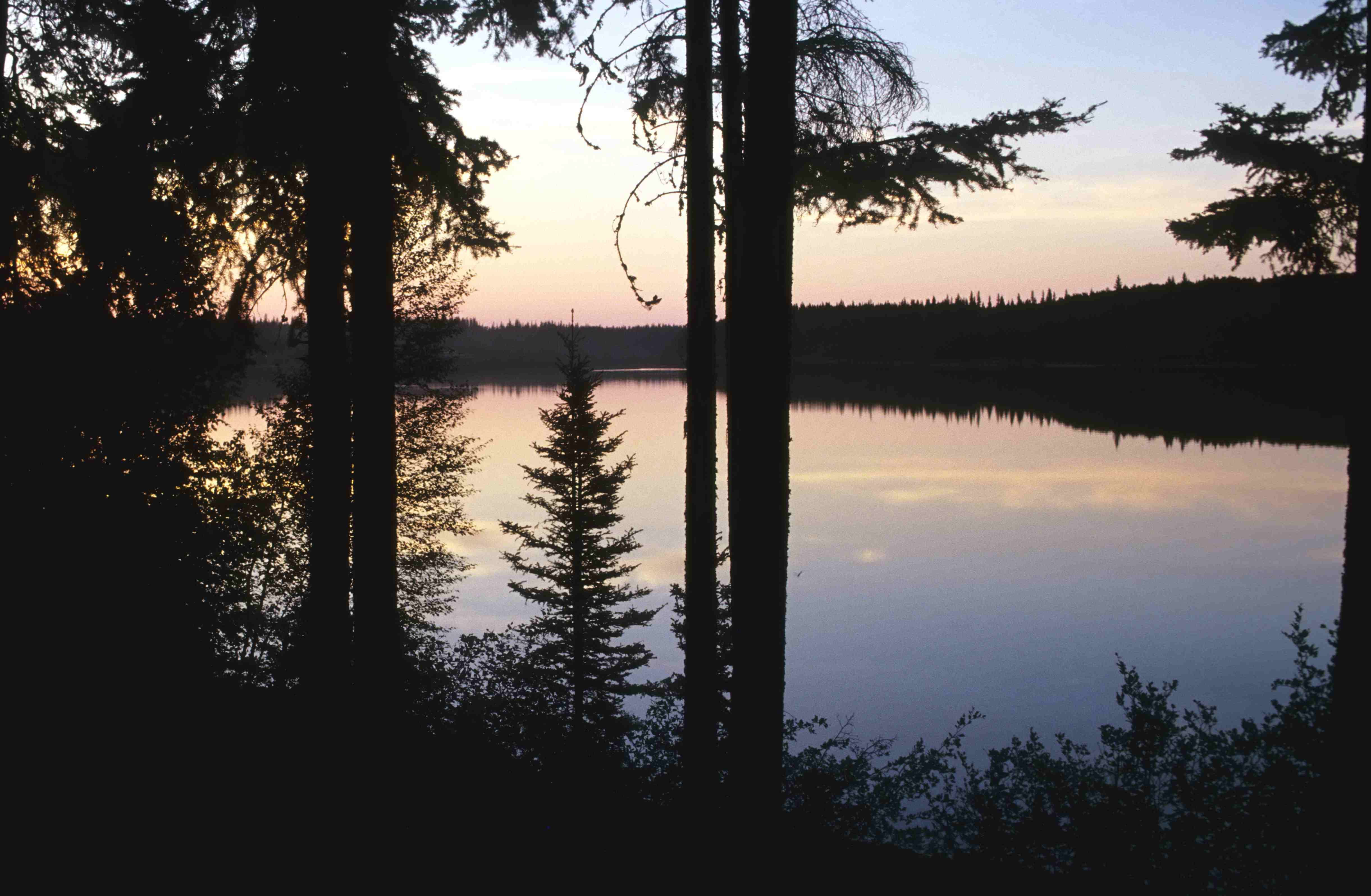
Hồ Pine